# Campo (Valongo)
Campo ist ein Ort und eine ehemalige Gemeinde (Freguesia) im Norden Portugals.
Campo gehört zum Kreis Valongo im Distrikt Porto. Die Gemeinde hatte eine Fläche von 11 km² und 9178 Einwohner (Stand 30. Juni 2011).
Am 29. September 2013 wurden die Gemeinden Campo und Sobrado zur neuen Gemeinde União das Freguesias de Campo e Sobrado zusammengeschlossen. Campo ist Sitz dieser neu gebildeten Gemeinde.